# تپه سیکوند
تپه سیکوند مربوط به دوران پیش از تاریخ ایران باستان تا دوران‌های تاریخی پس از اسلام است و در شهرستان دلفان، بخش مرکزی، روستای سیکوند وچواری واقع شده و این اثر در تاریخ ۲۳ بهمن ۱۳۸۰ با شمارهٔ ثبت ۴۷۷۹ به‌عنوان یکی از آثار ملی ایران به ثبت رسیده است.